# Maison « Dom-Ino »
La maison « Dom-Ino » est un type de construction standardisé imaginé par l'architecte suisse naturalisé français Le Corbusier dans un contexte de début de guerre mondiale.

## Histoire
En 1914 on observe le début des destructions liées à la Première Guerre mondiale dans les Flandres. Tout comme on pensait qu'elle ne devait durer que quelques mois, on devait par conséquent être capable de reconstruire les villages détruits aussi vite.
Le nom est un jeu de mots qui combine une allusion à domus (latin pour maison) et les pièces du jeu de dominos, parce que ces unités de maisons pouvaient être alignées comme des dominos.

## Description
On a une ossature principale en béton armé constituée de planchers soutenus chacun par 6 poteaux carrés. C'est un « système de construction intellectuel où disparaissent les notions de "pièces" et de "couloir" remplacées par celles de "fonction" et "d'organe de circulation horizontale ». L'escalier ne vient pas diviser l'espace, il est dans sa propre trame en dehors de la surface habitable.
Ce système se base sur la standardisation des éléments, en effet chaque personne devait être capable de poser ses plots de fondations, ensuite une société vendrait l'ossature. Chaque particulier serait capable de combler les vides à l'aide des matériaux qu'il trouverait sur place, une société sœur avait même été envisagée pour produire les éléments intérieurs en masse et en série dans des usines .
L'habitation ne doit pas échapper à l'industrialisation, « Les chantiers doivent être des usines avec leurs états-majors et leurs machines, leurs équipes taylorisées ». Construire en série comme on produirait des automobiles est alors un moyen de construire rapidement et à moindres coûts.
Ces maisons sont nomades, on peut les construire où l'on a besoin, partout où cela est nécessaire et avec les matériaux disponibles sur place. Cela incluait les matériaux de « mauvais choix » comme les « pierres calcinées par les incendies, ou des agglomérés faits avec les déchets des ruines de la guerre ».

### Un système modulaire
C'est donc une démarche individualiste mais qui vient servir une certaine unité. Par ce principe modulaire les villages reconstruits seraient ainsi assurés de « certitudes architecturales ».
Dès le départ Le Corbusier a l'intention que ce modèle soit un module au service d'une architecture. Les maisons « Dom-Ino » ont vocation à être multipliées dans toutes les directions de l'espace en fonction de l'usage des bâtiments, de la volonté des propriétaires. C'est là la force créatrice, cette idée de combinaison qui peut être infinie. On assurerait alors la construction de lotissements entiers, de villages.

### Une préfiguration des grands principes de l'architecture moderne

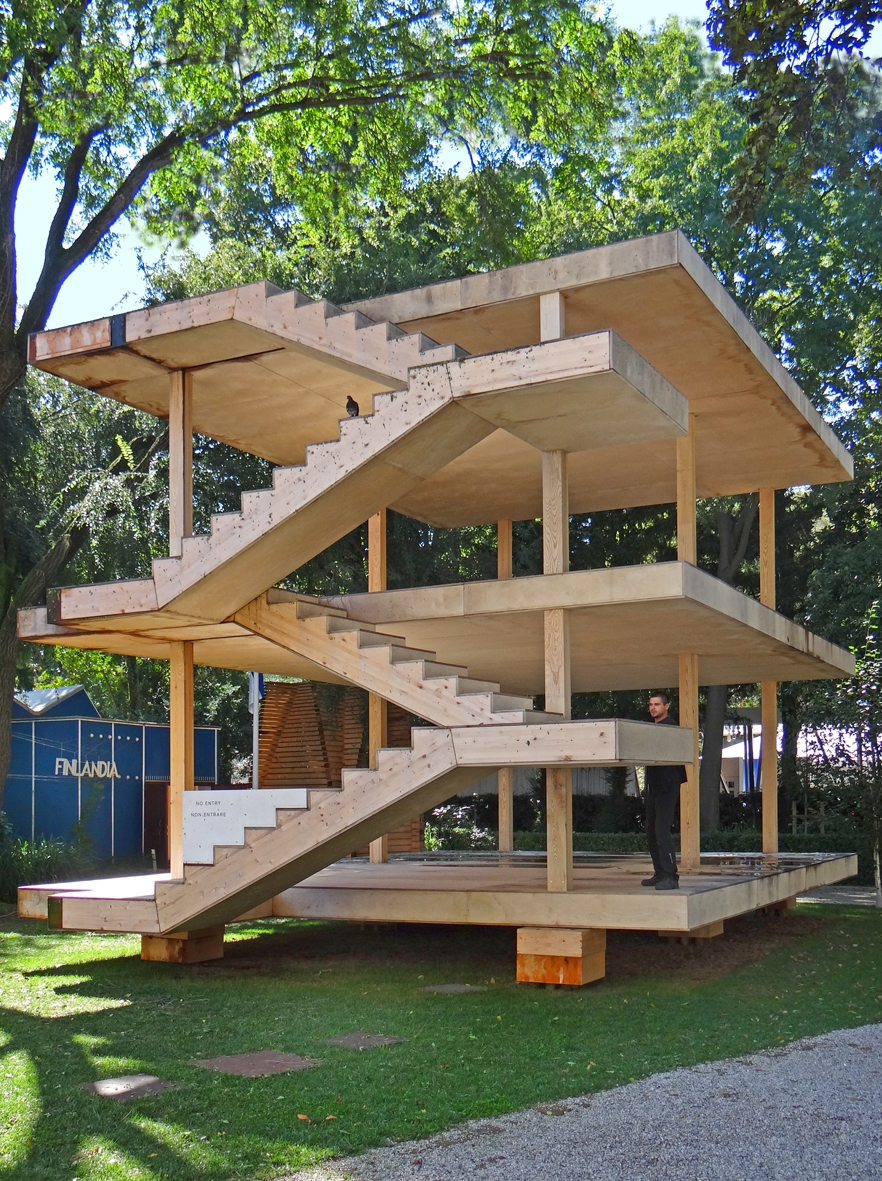
La maison « Dom-Ino » à l'échelle 1:1, construite pour la biennale de Venise en 2014.

En effet dans la maison « Dom-Ino » on peut parler de type inaugural. Plusieurs éléments de ce système constructif préfigurent les cinq points de l'architecture moderne tels qu'ils seront énoncés en 1927 par Le Corbusier.
- Le Plan libre, en effet seuls les poteaux sont porteurs dans l'ossature de la maison ce qui permet une partition libre de l'espace car aucun mur n'est porteur.
- Les Pilotis, ils commencent timidement à être évoqués ici, le plancher étant soulevé du sol par les plots de fondation.
- Le Toit-terrasse, dans ce modèle le dernier étage est accessible par les escaliers, on peut donc supposer que le toit est accessible.
- La Façade libre, les dalles de béton reposant sur les poteaux sont mises en léger porte-à-faux, laissant ainsi la liberté de composer une façade qui de fait n'est plus porteuse.
- La Fenêtre en longueur, n'est pas évoquée, mais la façade libre permet de l'envisager.

## Postérité
Les principes directeurs de la maison « Dom-Ino » sont toujours à la base de nombreux projets architecturaux aujourd’hui. En 2014 une version à l'échelle est même réalisée pour la Biennale de Venise dans le cadre d'un projet souhaitant célébrer le centenaire du concept.